# Giuseppe Penone
Giuseppe Penone est un artiste italien né le 3 avril 1947 à Garessio, province de Coni (Cuneo) dans le Piémont. Il a été associé à l'arte povera dès 1969 par le critique d'art Germano Celant.

## Biographie

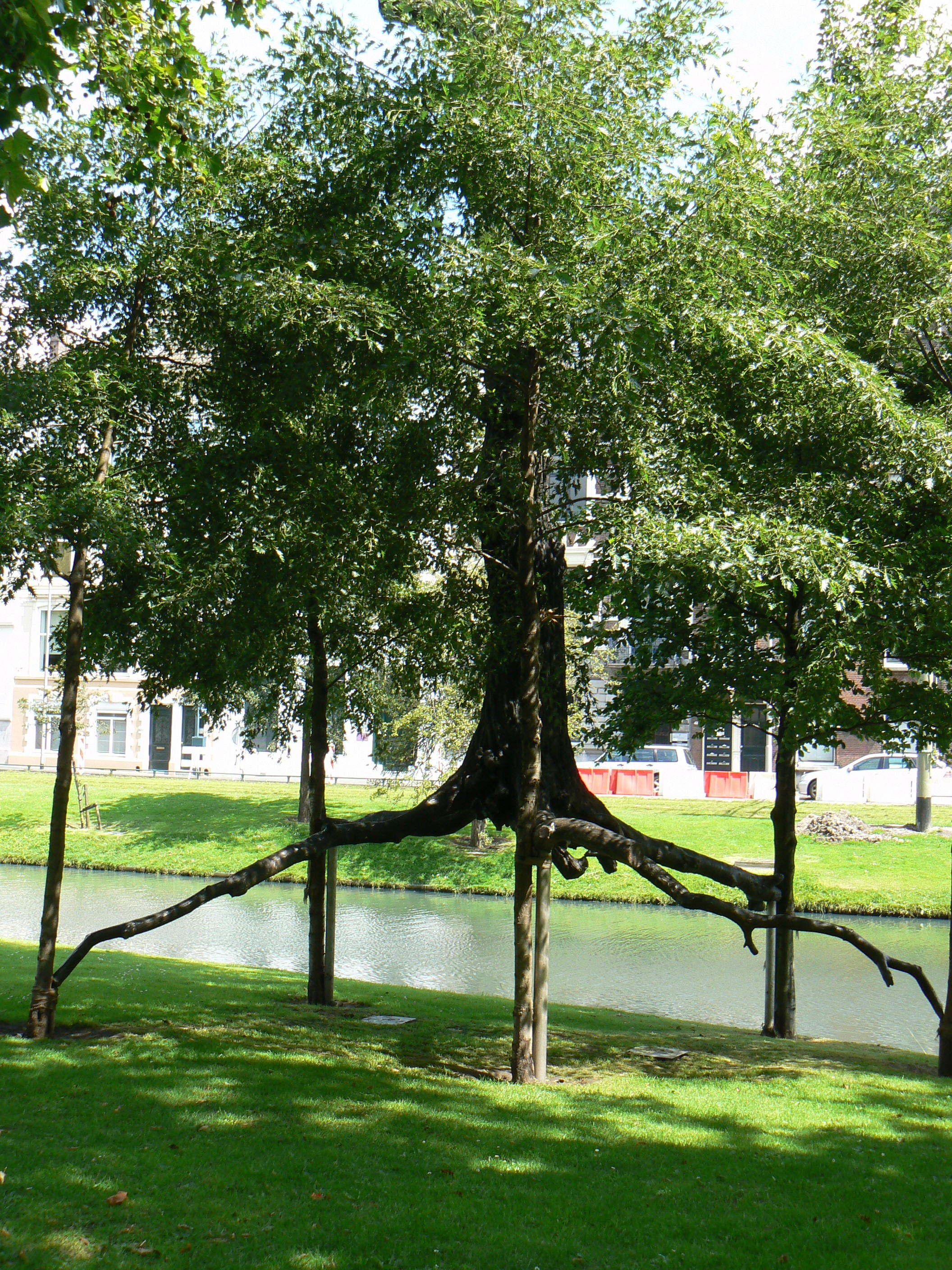
Elevazione [Élévation], 2001, bronze, 4 aulnes et 1 hêtre.. Rotterdam.

Giuseppe Penone est fils et petit-fils d'agriculteurs. Son travail s'origine dans son village natal, dans ce petit village au milieu des forêts dans la vallée du Tanaro, où il avait développé une sensibilité particulière aux effets réciproques entre homme et nature.
Après avoir terminé l'école secondaire avec un diplôme en comptabilité, il entre à l'Accademia Albertina di Belle Arti de Turin. Cette Académie des Beaux-Arts, proche de la galerie Sperone, lui permet de découvrir la scène artistique américaine, notamment le Minimalisme, avec des œuvres de Donald Judd et de Robert Morris, par exemple.

Dans la seconde moitié des années 1960, il commence son travail d'artiste : 

« au cours d'une période de forte réaction contre le système politique et social qui interdisait l'indifférence. La violence de la critique sociale s'accompagnait d'une volonté d'annulation des valeurs pour pouvoir reconstruire à partir d'une identité retrouvée. La décision de travailler avec des éléments naturels est la conséquence logique d'une pensée qui rejetait la société de consommation et qui recherchait des relations d'affinité avec la matière. »

Sa première exposition personnelle a lieu à Turin en 1969, du 11 au 22 décembre, dans la galerie de Gian Enzo Sperone. Il est alors le dernier arrivé au sein de l’arte povera.
L'arte Povera est une « sensibilité partagée », une « attitude » (plutôt qu'un « mouvement », terme que les artistes de l’arte povera rejettent).
La même année, Giuseppe Penone a également participé à des expositions collectives à Düsseldorf (septembre-octobre) aux côtés de Boetti, Kounellis, Calzolari, Griffa (en) et Prini, et à Leverkusen(octobre-novembre).
Mais Giuseppe Penone se situe lui-même en marge de cette mouvance. En effet, il se trace un chemin plus personnel. À l'origine de son travail, il y a également la volonté de se forger une identité, d'être rattaché à une appartenance culturelle. Durant les années 70, les américains dominent la scène artistique internationale. Pour Giuseppe Penone, il y a donc une véritable nécessité de trouver une alternative : « Le problème était d'arriver à avoir une identité forte [italienne, tout en prenant en compte les artistes américains], mais sans pères. »
Ainsi, l'artiste va beaucoup s'inspirer de la Renaissance italienne (et notamment au peintre Giotto), mais également de l'environnement dans lequel il a grandi. Il trouve donc son inspiration dans la culture ligure (population préromaine de la région alpine occidentale), que l'on peut rapprocher de la culture celtique.
Si Giuseppe Penone est plutôt singulier au sein de l'Arte Povera pour les raisons évoquées précédemment, il est au plus près du « théâtre pauvre ». Inventé par Jerzy Grotowski, le théâtre pauvre sert de référence à Germano Celant. La méthode de Grotowski, dans un dépouillement absolu du travail théâtral, valorise essentiellement l'acteur, la résistance physique de l'acteur, et plutôt son corps que son expression.
Le travail de Giuseppe Penone s'appuie ainsi sur le corps de l'artiste, le contact de son propre corps, les empreintes de son corps, ses mensurations, son action dans sa relation à la nature.
En 1970 il participe à l'exposition collective Information, sous le commissariat de Kynaston L. McShine, au Museum of Modern Art à New York.
En décembre 1999, son Arbre des voyelles est installé dans le parc de sculptures du jardin des Tuileries.
Une rétrospective lui est consacrée au Centre Georges Pompidou en 2004.
En 2007, il représente l’Italie, dans le pavillon italien à la Biennale de Venise (exposition d'art contemporain d'envergure).
En 2009, il installe lors de la restauration de la cour vitrée du Palais des Études de l’École nationale supérieure des beaux-arts de Paris, une œuvre monumentale, un sapin de 24 mètres de hauteur tranché dans la longueur. Il intitule son œuvre Matrice de Sève.
En 2015, Giuseppe Penone vit et travaille à Turin et Paris.
En mai 2022, il fait son entrée au sein de l'Académie des Beaux-Arts.
En 2022-2023 une exposition rétrospective a lieu avec les œuvres qu’il a données au Centre Pompidou.
En 2023, il expose également à la galerie Gagosian, à Paris. Cette exposition intitulée Impronte di luce / Empreintes de lumière, présente des œuvres qui résultent de l'expérience de l'artiste du couvent Sainte Marie de la Tourette, construit par l'architecte Le Corbusier près de Lyon. Elle présente notamment des œuvres réalisées avec de la peinture, qui n'est pas le medium le plus commun dans l'œuvre de Giuseppe Penone.

## Œuvre

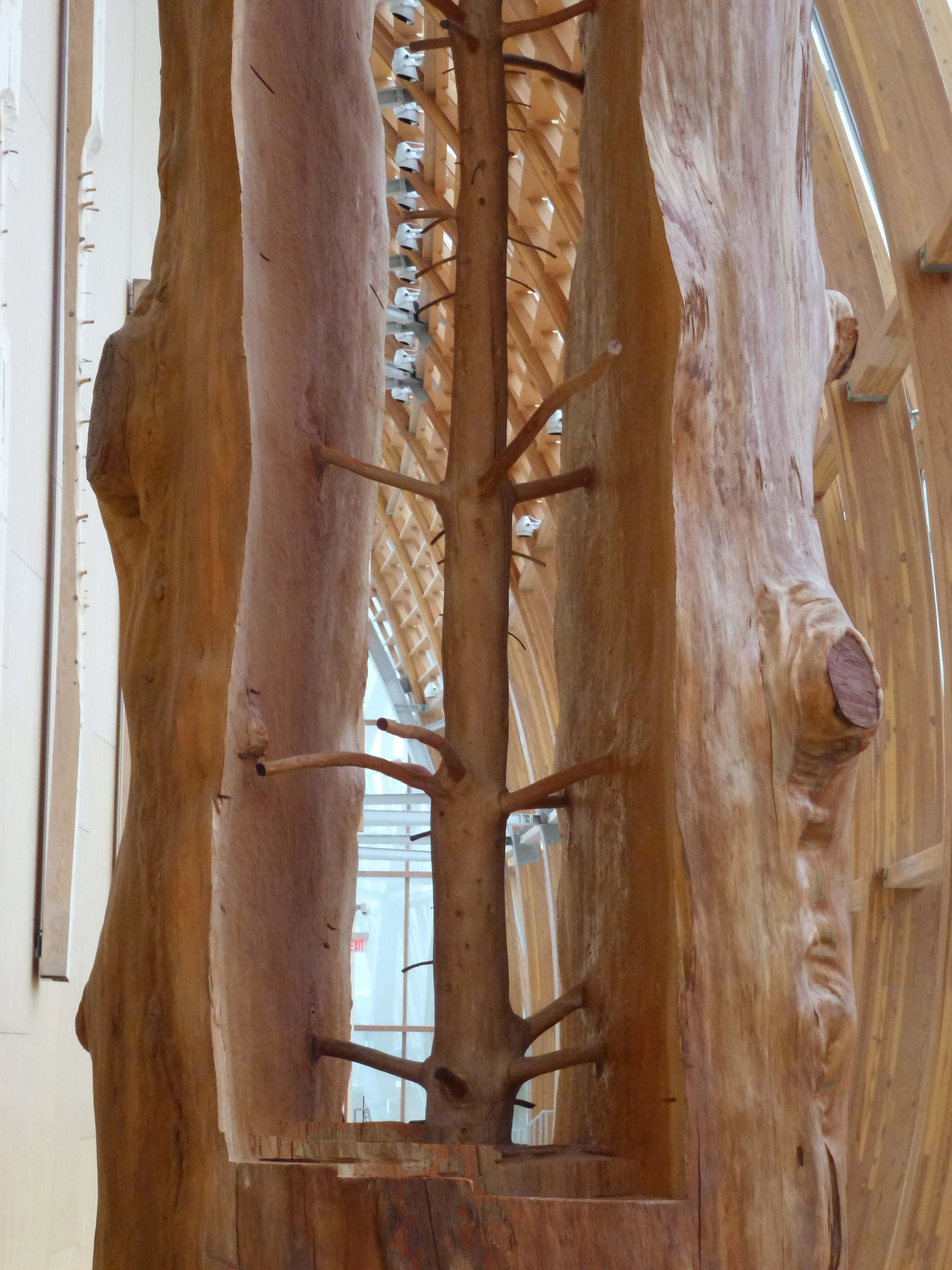
Giuseppe Penone. Détail de Cedro di Versailles [Cèdre de Versailles], bois, 2000-2003.

### Le corps et sa relation avec la nature dans l’œuvre de Giuseppe Penone
Âgé de vingt-et-un ans, en 1968, il commence son parcours artistique alors que la société et l'art sont en pleins changements.Il souhaite alors rester indépendant de la mass culture américaine, qui était dominante.
Comme d'autres artistes de l'arte povera, Giuseppe Penone fait preuve d'une sensibilité peu commune en ce qui concerne le corps, et plus particulièrement le corps en relation avec la nature.
Son œuvre se caractérise par une interrogation à propos la sculpture. Elle comporte également des interrogations sur le temps, l'être, le devenir, l'infini, ou encore le mouvement.
En utilisant son corps dans ses premières œuvres, l'artiste met l'accent sur les gestes à l'origine de ses sculptures.
En outre, Giuseppe Penone utilise de manière récurrente certains matériaux tels que le bronze, le bois, ou encore l’argile.
Ainsi le choix du bronze est en cohérence avec la technique de la coulée dont l'artiste précise qu'elle « a pour fondement la chute du bronze fluidifié [...] dans le vide de la matrice [jusqu'aux] ramifications périphériques [...] créant ainsi un mouvement de circulation. [...] Pour les canalisations on a depuis toujours utilisé des tiges de roseau et des branches d'arbres. L'invention, la conception de la fonte du bronze renferme une connaissance profonde et toute une réflexion sur la croissance du végétal. » Dans ses sculptures en taille directe ou dans ses moulages il met en valeur les caractères spécifiques des matériaux et produit des formes inédites.
D’emblée, Giuseppe Penone s'intéresse aux arbres et va tenter d’influencer leur développement. En 1968, avec L’arbre se souviendra du contact [Alpi Marittime. Continuerà a crescere tranne che in quel punto], l’artiste influence le développement d’un végétal. Cette contrainte, exercée sur l’arbre, reflète l’élaboration de ses questionnements quant au corps, dans sa relation aux matériaux. De plus, l’artiste tisse un lien entre l’humain et le végétal.
Son œuvre met également en évidence la métamorphose que le temps produit sur la matière et qui outrepasse le temps humain.
Giuseppe Penone renforce davantage le parallèle fait entre la nature et l'Homme en l'imitant dans son processus de sculpture et en se comparant directement à elle, notamment dans son premier Arbre de 1969 où il fait retrouver à un tronc l'aspect qu'il avait à l'âge de vingt-deux ans, âge de l'artiste au même moment.
Ceci est également visible en 1977, lorsque l’artiste réalise ses Pommes de Terres. En utilisant la technique du moulage, il guide des pommes de terre dans leur évolution afin qu’elles deviennent anthropomorphes. En créant des créatures hybrides, l’artiste interroge le rapport analogique entre l’humain et le végétal, il explore le croisement entre ces deux règnes.
Dans le premier de ses nombreux écrits, Penone se demandait si, emblématiquement, la terre pourrait assimiler et exprimer l'être humain. Depuis, l'artiste a continué à s'interroger sur la terre, considérée comme une substance universelle.
Par exemple, en 1978, Il utilise ce matériau dans Souffle [Soffio]. Avec cette œuvre, l’artiste va engager son corps dans la matière. L’empreinte de son corps donne forme à l’argile. Par ce geste, Giuseppe Penone fait référence au mythe biblique de la création. En effet, dans celui-ci, le souffle de Yavhé est donneur de vie. Cela peut également évoquer le mythe de Prométhée et d’Athéna : la divinité donne la vie par son souffle.
Dès 1970, l’artiste va également travailler sur l’empreinte. "L’empreinte, c’est une chose que tout le monde dépose autour de soi, et que l’on passe une partie de sa vie à tenter d’effacer […]. C’est une image animale, une image de la matière, mais c’est aussi une image complètement culturelle.” déclare-t-il dans un entretien.
En 1978 et dans cette perspective, il réalise Paupière (gauche) [Palpebra (sinistra)] : il reproduit l’empreinte de sa paupière, en l’agrandissant. Il convient de noter que les « empreintes » que l’artiste réalise évoquent l’écorce d’un arbre. Ceci peut troubler le spectateur.
Giuseppe Penone va poursuivre sa réflexion sur les différents règnes et le statut électif de l’être humain. C'est un aspect central de son œuvre.
En 1981, avec Être fleuve 1 [Essere fiume 1], il assimile le geste du sculpteur à celui du fleuve. Il imite l’érosion que fait subir le fleuve à la pierre. D'ailleurs, l'artiste s'identifie souvent dans ses écrits au fleuve, au souffle, à ce qui est par essence mouvement et vie.
Convaincu que le paysage est chargé de signes inscrits dans la mémoire des matières végétales, organiques et minérales, il tend dans ses œuvres à révéler une présence humaine autant dans ses sculptures que dans ses dessins. Il veut y intégrer cette sensibilité, cette culture humaine comme s'il ne faisait que la découvrir, la révéler, et il tente de la provoquer, de l'extraire, en créant en particulier des empreintes, mais aussi dans toute son œuvre où tout cet univers dont nous sommes issus apparait comme en nous. Il lie ainsi, indissolublement, humanité et nature.
Son œuvre est ainsi traversée par l’idée de transposer l’être humain dans un « être autre » Il veut intégrer dans le paysage cette sensibilité, cette culture humaine comme s'il ne faisait que la découvrir, la révéler, et il tente de la provoquer, de l'extraire. Il lie ainsi, indissolublement, humanité et nature.Comme nous l’avons vu, ce lien passe notamment par l’engagement du corps dans la matière.

### L’Univers de l’artiste: une œuvre marquée par le merveilleux et qui utilise un «langage très ancien»[34]
Si le corps dans son lien avec la nature est un élément central dans l’œuvre de Giuseppe Penone, l’artiste, développe également un univers complexe, marqué par les contes et légendes. Celui-ci peut utiliser un « langage très ancien ».
L’artiste est convaincu que le paysage est chargé de signes inscrits dans la mémoire des matières végétales, organiques et minérales, il tend dans ses œuvres à révéler une présence. Cette question de la mémoire des matières végétales s’exprime d’ailleurs dans la dimension totémique, voire funèbre, que prennent les scarifications effectuées par l’artiste dans l’écorce des arbres.
Ses sculptures sont parfois l'expression d'un paysage intérieur. Celui-ci reflète la campagne où Giuseppe Penone a vécu dans sa jeunesse et dans laquelle sa sensibilité artistique s'est largement développée. Ainsi, il explique que « la forêt était [son] terrain de jeu » et qu’ « elle est devenue [son] laboratoire et [son] atelier.»Selon Catherine Grenier, son œuvre est teintée de l’imaginaire animiste de l’enfance. Aussi, et selon la même auteure, l’usage que l’artiste fait du bronze peut être interprété comme une manière de se situer dans la continuité des civilisations primitive et animiste, qui pensaient la nature en termes de fluidité et de continuité.
Ses Gestes végétaux [Gesti vegetali] - sculptures anthropomorphes faites de bronze et réalisées entre 1982 et 1986 - convoquent cette image d’une forêt animée. L’utilisation du bronze permet de rapprocher l’apparence des sculptures de celui d’un tronc d’arbre.
Une de ses œuvres, intitulée Mue et réalisée en 1992 exprime bien cela. En effet, l’artiste choisit comme matériau une mue de serpent qu’il a ramassé dans la forêt. Le serpent, dans l’univers du conte et des légendes populaires, est un animal passeur entre les différents mondes (comme celui des vivants et des morts). C’est aussi un motif souterrain, que l’on peut lier à l’eau ainsi qu’à la fluidité. Nous pouvons donc retrouver ici cette idée d’un croisement entre les différents règnes.
Dans les derniers travaux de l’artiste, il est possible de noter une prédilection pour de nouveaux matériaux tels que l’or, le cristal, le marbre, ou encore le laurier. L’utilisation de ce dernier permet de mettre en exergue le lien entre l’œuvre de Giuseppe Penone et des récits anciens. En effet, l’univers de l’artiste est marqué par les mythes et l’antiquité.L’artiste affirme lui-même que ses œuvres ont recours à un « langage très ancien » (sans pour autant limiter son inspiration à l’antiquité).
Ainsi, le mythe d’Apollon et Daphnée a eu une importance majeure dans l’œuvre de Giuseppe Penone. Ce mythe, dans lequel Daphnée se transforme en laurier afin d’échapper aux ardeurs d’Apollon, aborde la transformation de l’humain en végétal, mais également la dualité entre le féminin et le masculin.
La fluidité, la transformation, l’hybridité et la métamorphose sont autant de mots que l’on peut utiliser afin de parler de l’œuvre de Giuseppe Penone. D’ailleurs, et parmi les penseurs qui ont inspiré l’artiste, nous pouvons trouver Ovide, l’auteur des Métamorphoses. Les écrits de Goethe, et notamment son Essai sur la métamorphose des plantes ont également beaucoup marqué l’artiste.

#### La place du dessin dans l’œuvre de Giuseppe Penone
En 2020, Giuseppe Penone a fait une importante donation de dessins au centre Pompidou. Le musée d’art moderne a en effet hérité de 328 dessins de l’artistes. Ceux-ci ont été réalisés entre 1967 et 2019.
En 2022-2023, le centre Pompidou a donc dédié une exposition à ces dessins, qui sont au cœur du travail de l’artiste, mais demeurent pourtant rarement présentés. Le musée a présenté 241 dessins en mettant l’accent sur des matériaux chers à l’artiste et que nous évoquions précédemment tels que le bois, l’argile, la pierre, les feuilles et le bronze
De telles expositions permettent de mettre en avant un aspect relativement méconnu du travail de l’artiste.

## Sélection d'œuvres
- 1968 : Alpi Marittime - L'albero ricorderà il contatto [Alpes-Maritimes - L'arbre se souviendra du contact]. Documentation photographique de l'action (l'artiste enserre à bras le corps un tronc sur fond de neige. Le contour de son corps a été tracé par une tige de fer clouée dans l'écorce.)
- 1968-après 1969 : Alpi Marittime - Continuerà a crescere tranne che in quel punto [Alpes-Maritimes - Il poursuivra sa croissance sauf en ce point]. Document photographique de l'action. (L'artiste empoigne un jeune tronc. Il répète ce geste avec une main de fer forgé. Dans les versions suivantes : avec un bronze produit par le moulage de sa main. Le métal est « absorbé » par l'arbre.)
- 1969-après 1970 : Alberi [Arbres]. Poutres décortiquées suivant un anneau de croissance qui mettent en lumière, chaque fois, un jeune tronc avec le départ de ses branches.
- 1970-après 1971 : Rovesciare i propri occhi [Retourner ses propres yeux]. Photographie documentant l'action: lentilles de contact-miroirs.
- 1974-après 1975 : Pressione [Pression]. Fusain sur mur, dimensions déterminées par l'espace de l'installation. (Reproduction monumentale par l'artiste d'un détail de sa peau.
- 1977 : Patate [Pommes de terre]. Empreintes de fragments de son visage occupées par des pommes de terre lors de leur développement, puis transférées dans le bronze doré et disposées dans un monceau de pommes de terre, dimensions déterminées par l'espace de l'installation[45].
- 1978 : Soffio [Souffle]. Terres cuites, de 72 à 158 cm de haut. Dans cette série Penone construit avec de l’argile un moulage de son corps, puis il monte au colombin une « urne », et y ajoute l'empreinte interne de sa bouche au sommet, comme en train de souffler[N 5]. Le tout est cuit. Centre Georges-Pompidou.
- 1998-après 1999 : Respirare l'ombra [Respirer l'ombre] Cages métalliques contenant des feuilles (laurier, thé… selon les versions), bronze doré à la feuille représentant l'appareil respiratoire de l'homme au moyen de « feuilles », dimensions déterminées par l'espace de l'installation.
- 1986 : Verde del bosco [Vert du bois]. Frottage de feuilles et couleurs végétales sur toile, 264 × 583 cm.
- 1999 : L'albero delle vocali [L'Arbre des voyelles]. Moulage en bronze d'un chêne de 30 mètres de long, lettres de bronze, plantations[N 6], installé au Jardin des Tuileries.
- 2001 : Elevazione [Élévation]. Bronze, 4 aulnes et 1 hêtre. 9 × 5,50 × 5,60 m. Rotterdam. Les cinq arbres, en grandissant, en arriveront à envelopper le support métallique de l'arbre de bronze. Les arbres vivants « porteront » alors l'arbre de métal par ses racines.
- 2005 : Spine d'acacia - contatto, maggio 2005 [Épines d'acacia - contact, mai 2005]. Toile, soie, épines d'acacia. 12 éléments de 100 × 120 cm : dim. totales : 300 × 480 cm. Chaque épine correspond à un point sombre sur fond de soie blanche dans cette monumentale représentation des lèvres de l'artiste.
- 2008-après 2008 : Sigillo [Sceau]. Version de 2012 : marbre blanc de Carrare, 54 éléments de 135 × 90 × 3 cm : soit 19,80 × 4,05 m. et un cylindre : D. 47,5 x L. 303 cm, installation au Château de Versailles en 2013.
- 2009 : Propagazione, 2009 [Propogation, 2009]En 2009, dans le cadre d'une commande publique, il a réalisé pour la Chalcographie du Louvre une gravure au vernis mou et à l'eau-forte intitulée Propagazione.
- 2014 : Avvolgere la terra [Envelopper la terre]. Quatorze œuvres au mur : plaques d'aluminium à la surface irrégulière et convexe, dimensions variables (env. 40 × 50 × 10 cm) avec en leur centre une terre cuite. Chaque fois, G. Penone a comprimé dans sa main une petite boule de terre qui a été cuite ensuite.
- 2016 : Arbre à pierre, Dinard, villa Greystones, collection François Pinault.

## Expositions récentes
- 1997 : Carré d'Art, Nîmes
- 2000 : « Epiphanies », Cathédrale d'Evry, Evry
- 2004 : Centre Pompidou
- 2011 : « Des veines, au ciel, ouvertes », au Grand-Hornu
- 2012 : dOCUMENTA (13), à Cassel
- 2012 : « Intersecting Gaze », Gagosian Gallery, Londres
- 2013 : « Ideas of Stone », Madison Square Park, New York
- 2013 : Château de Versailles
- 2014 : Main Room, Arsenal Contemporary, Montreal
- 2014 : « Circling », Gagosian Gallery, London
- 2014 : Installment 2: The Collection, Fondation Louis Vuitton, Paris
- 2014 / 2015 : Musée de Grenoble
- 2015 : « Being the River, Repeating the Forest », Nasher Sculpture Center, Dallas
- 2015 : « New Skin », Aïshti Foundation, Beirut
- 2016 : « Leaves of Stone », Gagosian Gallery, Central, Hong Kong
- 2016 : « J’eus, J’aurai, Je n’ai », Galerie Marian Goodman, Paris
- 2017 : Palazzo della Civiltà Italiana, Rome[46].
- 2018-19 : Yorkshire Sculpture Park
- 2022 : Couvent Sainte-Marie de La Tourette[47]
- 2022-2023 : rétrospective d’œuvres données au Centre Pompidou[19]
- 2024 : Arte povera (exposition collective), Collection Pinault-Bourse de commerce, Paris

## Distinctions
- 2001 : Prix Schock dans la catégorie Arts visuels
- 2010 :  Chevalier de la Légion d'honneur[48]
- 2014 : Praemium Imperiale dans la catégorie Sculpture
- 2018 : Doctorat honoris causa de l'Université Brown en Fine Arts[49]
- 2022 : Membre de l'Académie des Beaux-Arts[50], il succède au sculpteur sénégalais Ousmane Sow au fauteuil VI des Associés étrangers